# USS John C. Calhoun (SSBN-630)
L’USS John C. Calhoun (SSBN-630) est un sous-marin nucléaire lanceur d’engins de la classe James Madison de l’United States Navy. En service de 1964 à 1994, ce sous-marin est le seul navire de la Navy à porter le nom de John Caldwell Calhoun qui fut notamment secrétaire à la guerre et vice-président des États-Unis.

## Construction et mise en service
La commande de l'USS John C. Calhoun fut accordée au chantier naval de Newport News en Virginie le 20 juillet 1961. Sa quille fut posée le 4 juin 1962 avant son lancement le 22 juin 1963. Sa mise en service eut lieu le 15 septembre 1964 avec à son commandement le commander Deane L. Aexene pour l'équipage bleu et le commander Frank A. Thurtell pour l'équipage or (équipage rouge dans la Marine nationale).

## Carrière
Après une phase d'essais en mer le long de la côté pacifique des États-Unis, le John C. Calhoun a commencé sa première patrouille le 22 mars 1965 en étant affecté à l'escadrille 18.
Entre 1979 et 1982, le John C. Calhoun a reçu des modifications pour lui permettre de transporter des missiles balistiques Trident I à la place des missiles Poséidon.
Au cours de sa carrière, il fut récipiendaire de deux Meritorious Unit Citations (en) et d'une Defense Service Medal and underwent.
Il est retiré du service le 28 mars 1994 et rayé des registres de la marine.

## Recyclage
Il participa au programme de recyclage des sous-marins nucléaires basé à Bremerton, dans l’état de Washington, recyclage qui se termina le 18 novembre 1994.